# Dune (film 2021)
Dune è un film del 2021 co-sceneggiato, diretto e co-prodotto da Denis Villeneuve.
La pellicola è la prima parte dell'adattamento cinematografico dell'omonimo romanzo scritto da Frank Herbert, primo capitolo del Ciclo di Dune, che aveva già ricevuto trasposizioni cinematografiche, come nel caso di Dune (1984), e televisive.
Il film è un colossal composto da un cast corale che include Timothée Chalamet, Rebecca Ferguson, Oscar Isaac, Josh Brolin, Stellan Skarsgård, Dave Bautista, Stephen McKinley Henderson, Zendaya, Chang Chen, Sharon Duncan-Brewster, Charlotte Rampling, Jason Momoa e Javier Bardem.
Ai premi Oscar 2022 è stato il film più premiato, con sei statuette vinte su dieci candidature.

## Trama
In un distante futuro dell'umanità esiste un pianeta chiamato Arrakis, detto "Dune". Questo pianeta, completamente sabbioso, è l'unica fonte della sostanza più preziosa dell'universo, la "spezia": essa è una sostanza psichedelica simile a una polvere luccicante e presente nelle sabbie che coprono il pianeta, che conferisce il dono della premonizione e amplifica le capacità mentali, rendendo possibile l'utilizzo dei macchinari per il viaggio interstellare; è inoltre ritenuta sacra dai nativi di Dune, i Fremen, per via degli effetti visionari che ha sugli umani. Un giorno l'imperatore Shaddam Corrino IV toglie il controllo del pianeta Arrakis alla crudele casata Harkonnen per darlo nelle mani della nobile famiglia Atreides, la cui popolarità continua a crescere nel resto dell'Imperium.
Il figlio del duca Leto Atreides, il giovane Paul, ha sogni ricorrenti su una ragazza Fremen; tali sogni spesso hanno tratti premonitori, e, quando questi prefigurano la morte del suo maestro di spada Duncan Idaho, Paul tenta inutilmente di avvertirlo prima che questi parta in ricognizione su Arrakis, mentre lo sostituirà Gurney Halleck. La madre di Paul, Lady Jessica, riconosce in quanto strega Bene Gesserit il potenziale dei sogni del figlio che sta addestrando a usare i poteri della voce, e lo comunica a Gaius Helen Mohiam, veridica Bene Gesserit dell'imperatore; Paul viene così saggiato dalla veridica, tramite una strana e inquietante prova di resistenza, e dimostra di essere degno di ereditare il potere, ma scopre anche che le Bene Gesserit hanno da secoli incrociato linee di sangue per creare il Kwisatz Haderach, un eletto in grado di usare i loro poteri a un livello mai visto e cambiare l'universo.
Intanto, pur ipotizzando che l'offerta di Arrakis faccia parte di una complessa trappola creata dall'imperatore, atta a fare sì che gli Harkonnen li combattano per riaverne il controllo indebolendo il loro potere, il duca Leto obbedisce per onore e lascia la sua casa sul pianeta Caladan, portando con sé la sua famiglia e il resto dei suoi uomini. Leto prende il controllo di un'operazione di estrazione della spezia, resa pericolosa dalla presenza di enormi vermi delle sabbie, creature native di Arrakis. Nonostante l'imperatore abbia eletto la planetologa Liet-Kynes per arbitrare il cambio di gestione su Arrakis, la situazione è stata chiaramente minata dall'inizio dagli stessi Harkonnen, ancor prima che lasciassero il pianeta. Alcuni Fremen sul pianeta riconoscono in Paul l'eletto che le Bene Gesserit hanno profetizzato da secoli, mentre il ragazzo continua a sperimentare sogni premonitori sulla ragazza Fremen.
Una spia Harkonnen infiltrata tenta di assassinare Paul, al che la veridica Bene Gesserit dell'imperatore si rivolge direttamente al barone Vladimir Harkonnen, rivale storico del duca, ordinandogli di non uccidere il ragazzo né lady Jessica: il barone le promette di non uccidere madre e figlio, ma in realtà manifesta la sua intenzione di abbandonarli nel deserto di Arrakis, preda dei vermi delle sabbie. Nel frattempo il duca invia i suoi uomini a prepararsi per la riconquista di Arrakis: mentre gli Harkonnen uccidevano e maltrattavano i Fremen, Leto intende invece farseli alleati, per sfruttare la loro conoscenza del pianeta e il loro numero contro i loro predecessori e rivali. Durante un incontro con uno dei loro capi, Stilgar, questi riconosce Paul come l'eletto e accetta di non contrastare gli Atreides, a patto che loro non interferiscano con i Fremen. Durante un'ispezione con l'arbitra Liet-Kynes, Leto porta Gurney e Paul a controllare l'estrazione di spezia, avendo prova tangibile dei sabotaggi Harkonnen, ma l'arbitra del cambio confessa che le è stato chiesto di non fare nessun rapporto all'imperatore.
Dopo avere visto per la prima volta un verme delle sabbie, Paul viene visitato dal dottor Yueh e scopre di essere sensibile agli effetti psichedelici della spezia, che potenziano le sue visioni premonitrici e intensificano i suoi sogni. Gli Harkonnen ottengono segretamente l'aiuto dall'imperatore stesso, che offre tre battaglioni di Sardaukar, le sue truppe speciali, per combattere contro gli Atreides. In una visione premonitrice Paul scopre che la madre Jessica è incinta, e glielo rivela. Durante la notte, il dottor Yueh, la cui moglie era tenuta in ostaggio dal barone, disattiva gli scudi e gli allarmi della fortezza Atreides, e in seguito paralizza il duca Leto confessandogli il tradimento, ma dandogli comunque una capsula di gas letale, nascosta in un dente finto, da sprigionare quando sarà vicino al barone. Gurney guida un contrattacco, ma gli Harkonnen vincono sugli Atreides e riconquistano il pianeta, rapendo Lady Jessica e Paul per abbandonarli nel deserto. Il barone uccide Yueh, ma, prima di eliminare Leto, questi sprigiona il gas, ferendolo gravemente e uccidendo i servitori intorno a lui. Paul e Jessica si liberano con i poteri Bene Gesserit della voce, costringendo i soldati Harkonnen a lasciarli andare.
Il nipote del barone, Rabban, riprende il controllo di Arrakis e dà la caccia a Paul e alla madre. Il giovane Atreides ha invece una visione chiara del suo futuro: tutte le casate e i Fremen si uniscono fanaticamente sotto il suo stendardo in una guerra santa in suo nome, idolatrato come il messia, l'eletto creato dalle Bene Gesserit. Duncan e Liet-Kynes trovano i due e li portano in un rifugio Fremen nel deserto, dove l'arbitro del cambio decide finalmente di disubbidire all'imperatore e comunicare al resto delle casate cosa è realmente successo su Arrakis e quali fossero i piani dell'Imperium. I Sardaukar trovano però il nascondiglio e Duncan si sacrifica per permettere a Paul, Jessica e Kynes di fuggire. Durante la fuga, Kynes tenta di richiamare un verme della sabbie per poterlo cavalcare, ma viene ferita a morte dai soldati imperiali; tuttavia, prima di morire, riesce a richiamare il verme, che ingoia tutti, uccidendo così anche gli inseguitori. Tutto ciò permette la fuga di Paul e Jessica; Rabban, però, li ritiene morti e fa rapporto a suo zio, ormai in via di guarigione.
Le visioni di Paul diventano sempre più chiare, e tramite esse riesce a trovare il luogo dove si nascondevano i Fremen. Dopo essere sfuggiti dall'attacco di un verme delle sabbie, Paul e Jessica vengono catturati da Stilgar con il suo gruppo; tra di loro vi è la ragazza dei sogni di Paul, Chani. Per essere accettato tra i Fremen, Paul vince un duello contro uno di loro, Jamis, e viene accolto nel clan. Le previsioni sul futuro cominciano ad allinearsi e la profezia sull'eletto Paul, il Kwisatz Haderach, prende forma. Il suo viaggio ha così inizio.

## Personaggi
- Paul Atreides, interpretato da Timothée Chalamet: erede della Casa Atreides.
- Lady Jessica, interpretata da Rebecca Ferguson: Bene Gesserit e concubina del duca, madre di Paul.
- Duca Leto Atreides, interpretato da Oscar Isaac: capo della Casa Atreides e padre di Paul.
- Gurney Halleck, interpretato da Josh Brolin: guerriero e menestrello della Casa Atreides e mentore di Paul.
- Barone Vladimir Harkonnen, interpretato da Stellan Skarsgård: nemico giurato di Leto e capo della Casa Harkonnen.
- Glossu "Bestia" Rabban Harkonnen, interpretato da Dave Bautista: nipote del barone Harkonnen.
- Thufir Hawat, interpretato da Stephen McKinley Henderson: un mentat leale alla Casa Atreides.
- Chani, interpretata da Zendaya: una misteriosa e giovane donna Fremen.
- Piter de Vries, interpretato da David Dastmalchian: un mentat deviato leale alla Casa Harkonnen.
- Dott. Wellington Yueh, interpretato da Chang Chen, un medico Suk al servizio della famiglia Atreides.
- Dott.ssa Liet-Kynes, interpretata da Sharon Duncan-Brewster: planetologa imperiale di Arrakis e madre di Chani.
- Gaius Helen Mohiam, interpretata da Charlotte Rampling: reverenda madre Bene Gesserit e veridica dell'imperatore.
- Duncan Idaho, interpretato da Jason Momoa: maestro di spada della Casa Atreides e mentore di Paul.
- Stilgar, interpretato da Javier Bardem: capo della tribù dei Fremen del sietch Tabr.

## Produzione

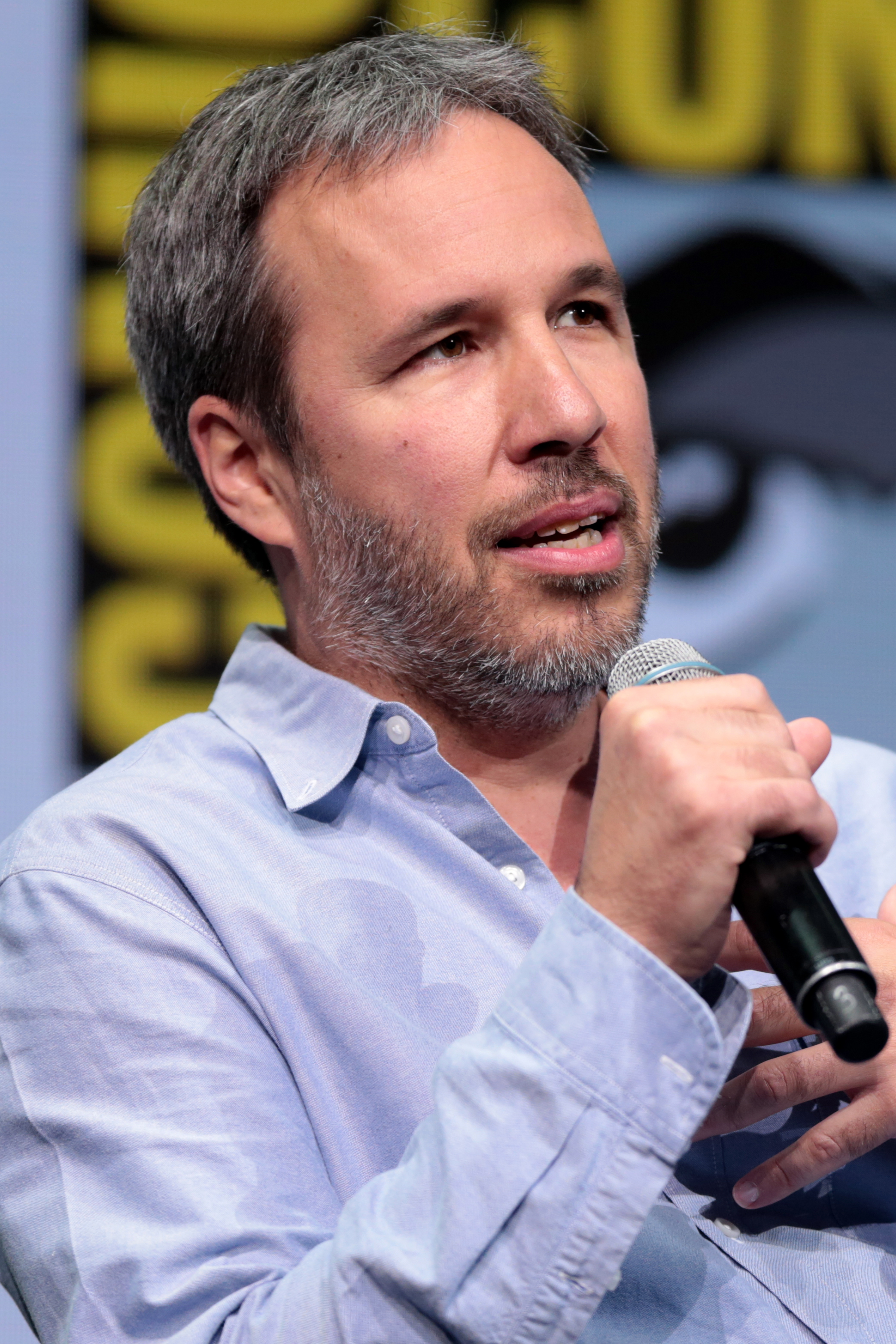
Denis Villeneuve ha dichiarato che girare un nuovo adattamento di Dune è sempre stato una delle sue grandi ambizioni.

### Sviluppo
Il 21 novembre 2016 la Legendary Entertainment acquistò i diritti di Dune per un adattamento cinematografico e televisivo. Nel dicembre 2016 Variety riportò la notizia che il regista Denis Villeneuve era in trattativa per dirigere il film, dopo che nel settembre dello stesso anno aveva espresso il suo interesse nel progetto, dichiarando che uno dei suoi sogni era dirigere un nuovo adattamento di Dune. Nel febbraio 2017 Brian Herbert, figlio di Frank e autore dei successivi romanzi del ciclo di Dune, confermò Villeneuve alla regia del progetto.

### Riprese

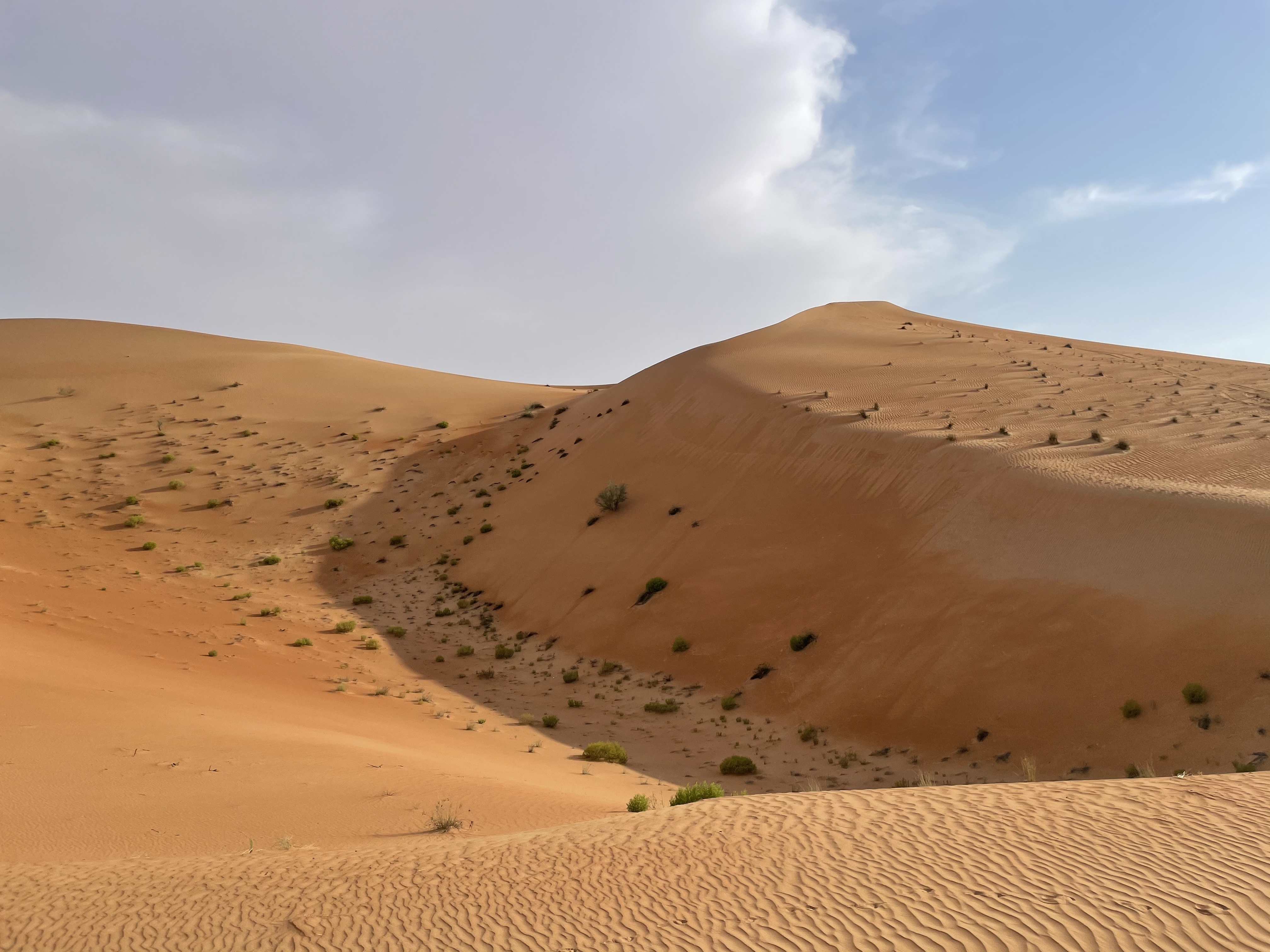
Le dune sabbiose di Liwāʾ, uno dei luoghi principali delle riprese del film

Con un budget di 165 milioni di dollari, le riprese del film sono iniziate il 18 marzo 2019 negli Origo Film Studios di Budapest per poi proseguire in Giordania; i lavori sono terminati nel luglio dello stesso anno.
Le scene ambientate sul pianeta Caladan sono state girate nella penisola di Stad, in Norvegia, mentre alcune scene sul pianeta Arrakis sono state riprese all'oasi di Liwāʾ, negli Emirati Arabi Uniti.

## Colonna sonora

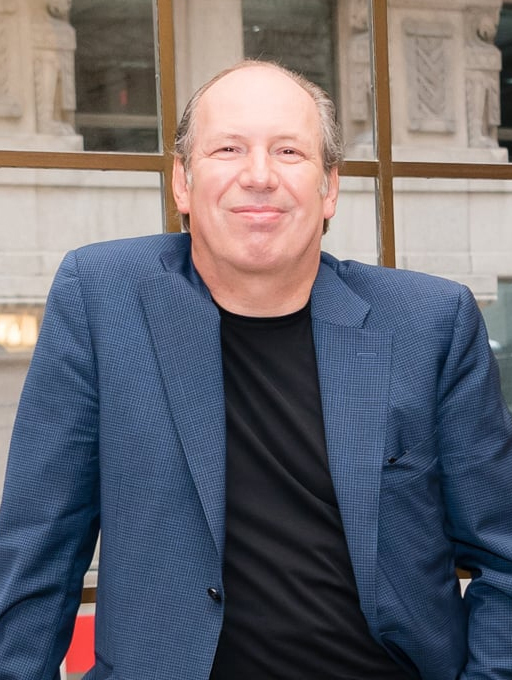
Hans Zimmer, compositore della colonna sonora del film.

Hans Zimmer dichiarò che avrebbe composto la colonna sonora del film nel marzo 2019, poco tempo prima dell'inizio della lavorazione dello stesso; egli aveva già collaborato con Villeneuve in occasione di Blade Runner 2049. All'epoca Zimmer era stato avvicinato da Christopher Nolan per comporre la colonna sonora di Tenet, ma il compositore tedesco scelse invece di lavorare a Dune, citando il suo personale amore per il romanzo.
Per il film sono stati pubblicati tre album discografici diversi: The Dune Sketchbook (Music from the Soundtrack), Dune (Original Motion Picture Soundtrack) e The Art and Soul of Dune, rispettivamente il 3 e 17 settembre, e il 22 ottobre 2021.

## Promozione
Il primo teaser trailer del film è stato diffuso l'8 settembre 2020, mentre il trailer esteso è stato diffuso il giorno seguente durante una diretta su Twitter condotta da Stephen Colbert con il regista e il cast del film e sui canali YouTube della Warner Bros.

## Distribuzione
La pellicola venne presentata in anteprima mondiale alla 78ª Mostra internazionale del cinema di Venezia il 3 settembre 2021, fuori concorso.
Inizialmente fissato negli Stati Uniti per il 20 novembre 2020, successivamente posticipato prima al 18 dicembre 2020 (soprattutto per evitare la concorrenza con No Time to Die) e infine al 1º ottobre 2021, il film venne distribuito nelle sale cinematografiche italiane a partire dal 16 settembre 2021 e in quelle statunitensi dal 22 ottobre in contemporanea in streaming su HBO Max per il primo mese.

### Divieti
Negli Stati Uniti il film è stato vietato ai minori di 13 anni non accompagnati da adulti, per la presenza di "forte violenza, immagini inquietanti e materiale suggestivo per spettatori fotosensibili".

### Edizione italiana
Il doppiaggio italiano e la sonorizzazione sono avvenuti presso la Laser Digital Film, i dialoghi italiani e la direzione del doppiaggio sono stati curati da Carlo Cosolo, assistito da Andreina D’Andreis.

### Edizioni home video
Il film è stato distribuito in formato digitale a partire dal 3 dicembre 2021, mentre, per quanto riguarda le versioni in Blu-ray, DVD e Ultra HD Blu-ray, l'uscita è avvenuta l'11 gennaio 2022, per mezzo della Warner Bros. Home Entertainment: dopo il rilascio in formato home media, Dune è divenuto il Blu-ray e DVD più venduto dell'anno, con un incasso di oltre 3,6 milioni di dollari solo nella prima settimana.

## Accoglienza

### Incassi
Comprese le successive riedizioni, il film ha incassato 108897830 $ nel Nord America e 301770188 $ nel resto del mondo, per un totale di 410668018 $.
Nel 2021 la pellicola si è posizionata all'undicesimo posto negli incassi mondiali.

### Critica
Sull'aggregatore Rotten Tomatoes il film riceve l'83% delle recensioni professionali positive, con un voto medio di 7,6 su 10 basato su 514 recensioni, mentre su Metacritic ottiene un punteggio di 74 su 100, basato su 68 critiche.
Best Movie lo posiziona al terzo posto dei 10 migliori film nel 2021.
Il film è stato inoltre elogiato per la sua sceneggiatura ed effetti visivi, ma anche criticato per l'"eccessiva lunghezza", parlando di minuti, e le "troppe differenze" con il romanzo su cui è basato; al contrario, la rivista Empire, assegnando al film un eccezionale punteggio pieno di 5 stelle su 5, ha scritto: "Un adattamento avvincente, impressionante, e che stupirà tutti gli amanti del cinema! Se l'eventuale seconda parte non arriverà mai, sarà un vero peccato!".
Anche l'inglese Daily Telegraph ha offerto una valutazione piena di 5 stelle, definendo il progetto di Villeneuve "maestoso, inquietante e avvolgente"; stesse recensioni pienamente positive hanno dato The Guardian e il Los Angeles Times.
L'Entertainment Weekly, che ha valutato il film con una "B" su una scala da "A+" a "F", ha invece criticato Dune per la sua "eccessiva spettacolarizzazione di tutto, anche di dettagli insignificanti", ma elogiando comunque la regia di Denis, che definisce "di assoluta bellezza".
Altri hanno invece sottolineato problemi relativi al "ritmo troppo lento": per esempio, da Variety viene dichiarato che Dune "è un tentativo di ricostruzione della realtà senza alcuna profondità narrativa, e che quando inizia a esaurire gli assi nella manica per stupirci, diventa lento e senza forma". Anche il Times ha assegnato al film soltanto 2 stelle su 5, affermando che, mentre ogni fotogramma è "spettacolare, il film è anche molto noioso!".

## Riconoscimenti
- 2022 - Premio Oscar[44][45]
  - Migliore fotografia a Greig Fraser
  - Migliore colonna sonora ad Hans Zimmer
  - Miglior montaggio a Joe Walker
  - Miglior sonoro a Mac Ruth, Mark Mangini, Theo Green, Doug Hemphill e Ron Bartlett
  - Migliore scenografia a Patrice Vermette e Zsuzsanna Sipos
  - Migliori effetti speciali a Paul Lambert, Tristan Myles, Brian Connor e Gerd Nefzer
  - Candidatura per il miglior film
  - Candidatura per la migliore sceneggiatura non originale a Jon Spaihts, Denis Villeneuve e Eric Roth
  - Candidatura per i migliori costumi a Jacqueline West e Bob Morgan
  - Candidatura per il miglior trucco e acconciatura a Donald Mowat, Love Larson ed Eva von Bahr
- 2022 - Golden Globe[46][47]
  - Migliore colonna sonora originale ad Hans Zimmer
  - Candidatura per il miglior film drammatico
  - Candidatura per il miglior regista a Denis Villeneuve
- 2021 - American Film Institute[48]
  - Migliori dieci film dell'anno
- 2021 - Chicago Film Critics Association[49]
  - Migliori effetti visivi
- 2021 - Dallas-Fort Worth Film Critics Association[50]
  - Miglior fotografia a Greig Fraser
  - Miglior colonna sonora ad Hans Zimmer
  - Sesto miglior film dell'anno
  - Quarto miglior regista a Denis Villeneuve
- 2021 - National Board of Review[51]
  - Migliori dieci film dell'anno
- 2021 - Toronto International Film Festival[52]
  - Miglior regista a Denis Villeneuve
- 2022 - ACE Eddie Award[53]
  - Candidatura per il miglior montaggio in un film drammatico a Joe Walker
- 2022 - British Academy Film Award[54][55][56]
  - Migliore colonna sonora a Hans Zimmer
  - Migliore fotografia a Greig Fraser
  - Migliore scenografia a Patrice Vermette e Zsuzsanna Sipos
  - miglior sonoro a Mac Ruth, Mark Mangini, Doug Hemphill, Theo Green, Ron Bartlett
  - migliori effetti speciali a Brian Connor, Paul Lambert, Tristan Myles e Gerd Nefzer
  - Candidatura per il miglior film
  - Candidatura per la migliore sceneggiatura non originale a Denis Villeneuve
  - Candidatura per i migliori costumi a Bob Morgan e Jacqueline West
  - Candidatura per il miglior trucco e acconciatura a Love Larson, Donald Mowat
- 2022 - Cinema Audio Society Award[57]
  - Candidatura per il miglior sonoro in un film
- 2022 - Critics' Choice Award[58][59]
  - Migliori effetti speciali
  - Miglior scenografia
  - Miglior colonna sonora ad Hans Zimmer
  - Candidatura per il miglior film
  - Candidatura per il miglior regista a Denis Villeneuve
  - Candidatura per i migliori costumi a Bob Morgan e Jacqueline West
  - Candidatura per il miglior trucco e acconciature
- 2022 - Critics' Choice Super Award[60]
  - Candidatura per il miglior film di fantascienza
  - Candidatura per il miglior attore in un film di fantascienza a Timothée Chalamet
  - Candidatura per il miglior attore in un film di fantascienza a Rebecca Ferguson
- 2022 - David di Donatello[61]
  - Candidatura per il miglior film straniero
- 2022 - Directors Guild of America Award[62]
  - Candidatura per il miglior regista a Denis Villeneuve
- 2022 - Golden Reel Award[63]
  - Candidatura per il miglior montaggio sonoro in un film per i dialoghi
  - Candidatura per il miglior montaggio sonoro in un film per gli effetti
  - Candidatura per il miglior montaggio sonoro in un film per la musica
- 2022 - Grammy Award
  - Candidatura per la migliore colonna sonora per media visivi ad Hans Zimmer
- 2022 - MTV Movie & TV Award[64]
  - Candidatura per il miglior film
  - Candidatura per la miglior performance a Timothée Chalamet
- 2022 - London Critics Circle Film Awards[65][66]
  - Migliori effetti visivi
  - Candidatura per il film dell'anno
  - Candidatura per il miglior regista a Denis Villeneuve
- 2022 - Producers Guild of America Award[67]
  - Candidatura al Darryl F. Zanuck Award per il miglior film
- 2022 - Satellite Award[68]
  - Candidatura per il miglior film drammatico
  - Candidatura per il miglior regista a Denis Villeneuve
  - Candidatura per la migliore scenografia a Patrice Vermette, Richard Roberts & Zsuzsanna Sipos
  - Candidatura per i migliori costumi a Jacqueline West e Bob Morgan
- 2022 - Saturn Award[69]
  - Miglior trucco a Donald Mowat, Love Larson e Eva Von Bahr
  - Candidatura per il miglior film di fantascienza
  - Candidatura per il miglior attore a Timothée Chalamet
  - Candidatura per i migliori costumi a Bob Morgan e Jacqueline West
- 2022 - Screen Actors Guild Award[70]
  - Candidatura per le migliori controfigure cinematografiche
- 2022 - Writers Guild of America Award[71]
  - Candidatura per la miglior sceneggiatura non originale a Jon Spaihts, Denis Villeneuve e Eric Roth, basata sul romanzo di Frank Herbert

## Altri media

### Videogioco
Il 26 febbraio 2019 la Funcom annuncia di avere trovato un accordo con la Legendary per la realizzazione di un videogioco basato sul film. Il 23 agosto 2022 viene diffuso il primo gameplay trailer del videogioco, intitolato Dune: Awakening.

### Fumetti
Nel settembre 2020 vengono diffuse le prime immagini del fumetto prequel Dune: House Atreides: distribuito da Boom!Studios, diviso in dodici albi, è stato scritto da Brian Herbert e Kevin J. Anderson e illustrato da Dev Pramanik e Alex Guimares.

## Sequel e prequel/spin-off

### Sequel
Nel marzo del 2018 Denis Villeneuve annuncia di avere diviso in due parti la trasposizione del primo romanzo della serie di Dune. Nel febbraio 2021 Eric Roth ha affermato di avere completato un trattamento per il sequel.
Prima della presentazione alla 78ª Mostra internazionale d'arte cinematografica di Venezia, il regista ha dichiarato di avere pianificato una trilogia di Dune, composta da due film basati sul primo romanzo e un terzo basato su Messia di Dune. La Warner Bros. aveva assicurato a Villeneuve che il sequel avrebbe avuto il via libera se il film avesse ottenuto buoni risultati su HBO Max.
Dopo i buoni risultati al botteghino, il 26 ottobre 2021 la Legendary Pictures ha dato il via libera al sequel intitolato Dune - Parte due, fissando la data di realizzazione della pellicola per l'ottobre del 2023. Il film prevede Zendaya, sempre nel ruolo di Chani Kynes, come protagonista della storia e Christopher Walken nel ruolo dell'imperatore Shaddam IV.

### Prequel/spin-off
Nel giugno 2019 la Legendary Pictures ha annunciato lo sviluppo di una serie televisiva spin-off intitolata Dune: The Sisterhood: la serie servirà da prequel al film, si focalizzerà sull'organizzazione Bene Gesserit e verrà distribuita in streaming su HBO Max; l'episodio pilota verrà diretto da Villeneuve mentre la serie verrà scritta da Jon Spaihts e Diane Ademu-John, che coprirà anche il ruolo di showrunner.
Nel marzo 2023 il regista Johan Renck abbandona il progetto insieme alla protagonista Shirley Henderson, che avrebbe dovuto interpretare Tula Harkonnen. Nel giugno 2023 la regia viene affidata a Anna Foerster, mentre il ruolo di Tula Harkonnen sarà ricoperto da Olivia Williams; entrano a far parte del cast anche Emily Watson, Sarah-Sofie Boussnina, Shalom Brune Franklin, Faoileann Cunningham, Aoife Hinds, Chloe Lea, Travis Fimmel, Mark Strong, Jade Anouka e Chris Mason.
Nel novembre 2023 HBO ha annunciato il cambio del titolo della serie, che sarà Dune: Prophecy.